# Helene von der Leyen
Helene von der Leyen (* 5. Januar 1874 als Antonie Berta Helene Asher in Hamburg; † 1. April 1950 in München) war eine deutsche Porträtmalerin und Radiererin.

## Leben
Helene war einzige Tochter des Hamburger Notars Heinrich Ludwig Wilhelm Asher (1838–1904) und dessen Ehefrau Henriette Helene, geborene Milberg (1846–1919). Ihr Großvater war der Jurist und Publizist Carl Wilhelm Asher, ihr Großonkel der Maler Louis Asher. Sie studierte Malerei bei den Brüdern Raffael und Georg Schuster-Woldan in Berlin und München. Ihre Bilder, hauptsächlich Porträts, stellte sie in Ausstellungen der Münchener Secession und im Glaspalast München aus.
Im Jahr 1901 heiratete sie den Germanisten Friedrich von der Leyen, der ab 1899 an der Ludwig-Maximilians-Universität München lehrte und ab 1920 an der Universität zu Köln den Lehrstuhl für ältere deutsche Philologie innehatte. Zeitweise lebte das Paar in den Vereinigten Staaten, wo Friedrich von der Leyen als Gastprofessor lehrte (Yale University 1913/1914, Stanford University 1919 und 1932, Harvard University 1931/1932). Auf Vorschlag des Rechtswissenschaftlers Heinrich Lehmann malte Helene von der Leyen die Kölner Rektoren Karl Thiess, Christian Eckert, Lehmann, Arnold Schröer, Otto Tilmann, Fritz Stier-Somlo, Friedrich Moritz und Artur Schneider. Helenes Ehemann Friedrich war wie dessen Onkel Wolfgang Kapp ein Gegner der Weimarer Republik, ferner wandte er sich gegen moderne Kunst und Literatur. Auch vertrat er die Auffassung, dass Juden als „zersetzende“ geistige Urheber für den Zusammenbruch 1918 mitverantwortlich seien.
Als Friedrich von der Leyen wegen der jüdischen Vorfahren seiner Frau im Jahr 1937 zwangspensioniert wurde, zog das Paar wieder nach München. Es ist nicht bekannt, ob Helene von der Leyen danach wieder malte und ausstellte. Anscheinend mied sie in der Zeit des Nationalsozialismus die Öffentlichkeit, um ihre Familie nicht zu belasten.